# Князькин, Николай Григорьевич

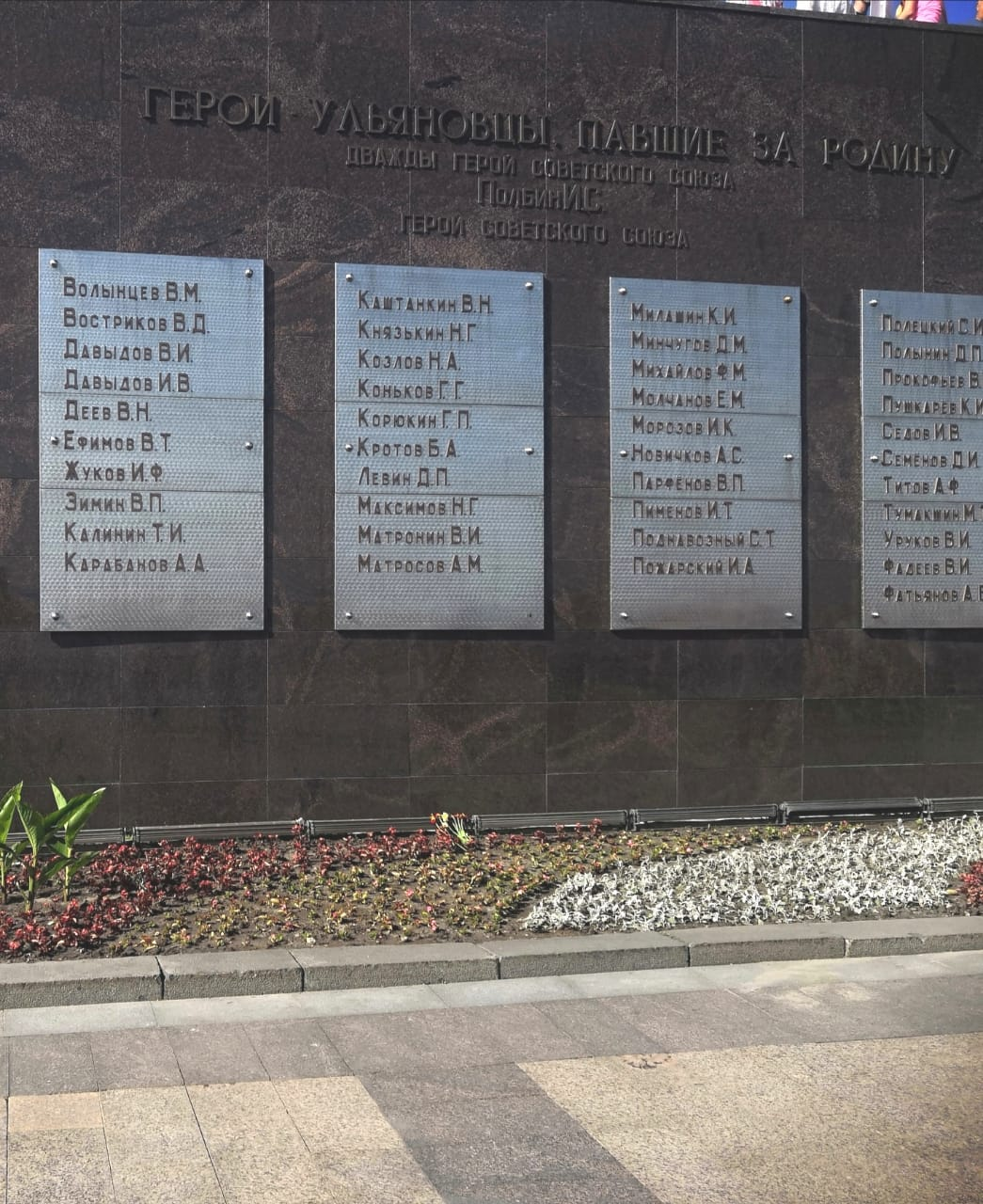
Фамилии героев на обелиске Вечной Славы в Ульяновске

Никола́й Григо́рьевич Кня́зькин (6 ноября 1919 — 6 ноября 1943) — советский танкист, участник Великой Отечественной войны, Герой Советского Союза (1944, посмертно).

## Биография
Родился 6 ноября 1919 года в селе Старые Алгаши Симбирского уезда (ныне Цильнинского района Ульяновской области) в семье рабочего. Чуваш. После окончания семилетней школы в родном селе стал работать шофёром в колхозе «Труд» Цильнинского района Ульяновской области (в 1934—1938 годах). В конце 1938 года Николай по вербовке переехал в Иркутск, где также работал шофёром.
В 1939 году призван в РККА Иркутским городским военкоматом и два года проходил службу водителем в части на Дальнем Востоке. За успешную службу получил несколько благодарностей командования. Член ВЛКСМ.
После начала Великой Отечественной войны был направлен на курсы механиков-водителей танка, после окончания которых был направлен на один из уральских танковых заводов испытывать танки. Принимал участие в испытаниях ходовых и боевых качеств новых машин, сошедших с конвейера завода, а также сам обучал танкистов-новобранцев технике вождения танка. Поощрялся командованием за образцовое исполнение своих обязанностей.
Получив известие о гибели на фронте своего брата Ивана, подал рапорт об отправке на фронт. Его просьба была удовлетворена, и летом 1943 года направлен в действующую армию механиком-водителем танка 74-го танкового полка 71-й механизированной бригады 9-го механизированного корпуса 3-й гвардейской танковой армией на Воронежский фронт (с 20 октября 1943 года — 1-й Украинский фронт).
С 19 сентября 1943 года в составе корпуса участвовал в наступлении на участке 40-й армии Воронежском фронте, которое началось из Щёкинского района Тульской области по направлению к реке Днепр. Участвовал в форсировании Днепра, в боях на Букринском и Лютежском плацдармах, а также в Киевской наступательной операции.
В начале ноября 1943 года в ходе Киевской операции отличился особенно в боях за сёла Малый Букрин (Мироновский район Киевской области, УССР) и Хотов (Киево-Святошинский район Киевской области). В боях за село Малый Букрин он в составе экипажа Т-34 уничтожил два орудия, две огневые точки, а также до роты пехоты противника. 6 ноября 1943 года в бою за село Хотов уничтожил ещё два орудия, до 30 повозок и 3 огневые точки противника. Однако в ходе боя его танк был подбит, а сам он сгорел в танке.
Указом Президиума Верховного Совета СССР «О присвоении звания Героя Советского Союза генералам, офицерскому, сержантскому и рядовому составу Красной Армии» от 10 января 1944 года за «образцовое выполнение боевых заданий командования на фронте борьбы с немецко-фашистскими захватчиками и проявленные при этом отвагу и геройство» был удостоен посмертно звания Героя Советского Союза.
Похоронен на месте боя у села Хотов.

## Награды и звания
Советские государственные награды и звания:
- Герой Советского Союза (10 января 1944, посмертно[6])
- орден Ленина (10 января 1944, посмертно)

## Память
В селе Старые Алгаши, где родился Н.Г. Князькин, его именем названы улица и школа, а в центре села установлен памятник (автор проекта — скульптор Н. Г. Кондрашкина). Также в его честь названа улица в селе Хотов.
Его имя выбито на мемориальном комплексе, посвящённому боевым и трудовым подвигам иркутян в годы Великой Отечественной войны в Иркутске, а также у обелиска Вечной Славы в г. Ульяновске.